# På farliga vägar (film, 1945)
På farliga vägar är en amerikansk film från 1945 i regi av Robert Florey. Den är en filmatisering av Phyllis Bottomes roman Danger Signal.

## Rollista
- Faye Emerson – Hilda Fenchurch
- Zachary Scott – Ronnie Mason
- Richard Erdman – Bunkie Taylor
- Rosemary DeCamp – Jane Silla
- Bruce Bennett – Andrew Lang
- Mona Freeman – Anne Fenchurch
- John Ridgely – Thomas Turner
- Joyce Compton – Kate